# Уаргла (язык)

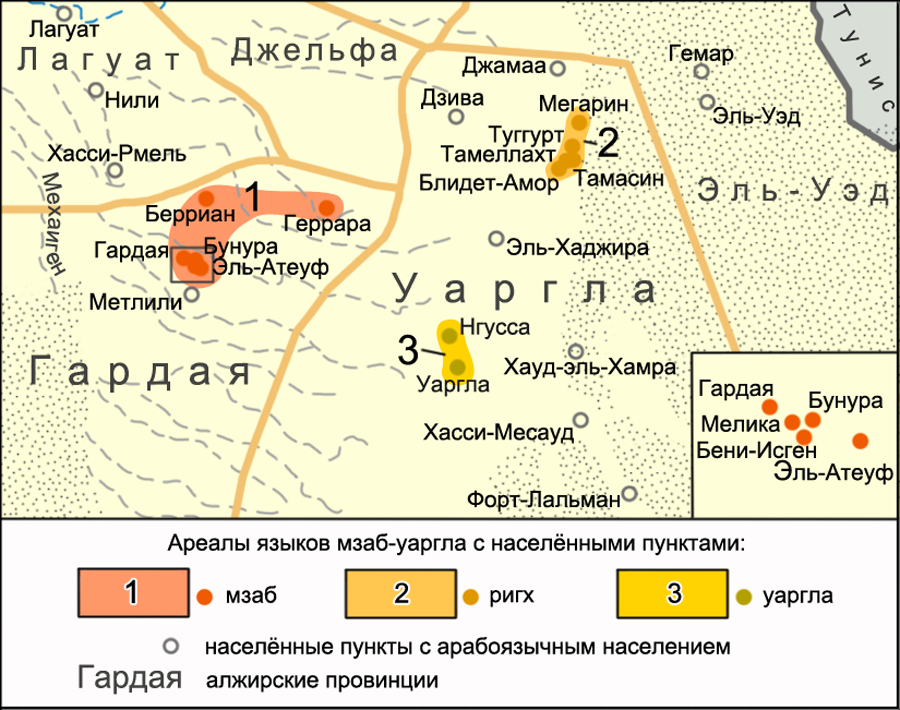
Ареал языка уаргла на карте распространения языков мзаб-уаргла

Уа́ргла (также тагаргрент, уаргли; англ. ouargla, ouargli, nagargrent, wargla) — язык зенетской группы северноберберской ветви берберо-ливийской семьи, распространённый в восточной части Алжира (в пустынных районах Сахары) — в округах Уаргла и Нгусса провинции Уаргла. Вместе с языками мзаб, ригх, гурара и другими составляют подгруппу мзаб-уаргла в составе зенетской группы языков. Языки уаргла и мзаб относительно взаимопонимаемы, а язык ригх (туггурт) нередко рассматривается как диалект уаргла.
Число говорящих составляет около 5 тыс. чел. (1995), большинство носителей уаргла также говорит на диалектах арабского языка. Язык бесписьменный.
В языке уаргла выделяется диалект тарийит (tariyit), на котором говорят харатины — представители одной из арабоязычных и бербероязычных субэтнических групп Магриба. Харатины отличаются от берберов антропологически — относятся к негроидной расе. Предки харатинов в прошлом были рабами, в настоящее время отмечается некоторая социальная изоляция данной группы, носящая кастовый характер. Существуют также некоторые диалектные различия в речи жителей округов Уаргла и Нгусса.
Ареал уаргла представляет собой два «острова» на арабоязычной территории, к северо-западу от уаргла размещается ареал языка мзаб, а к северо-востоку — ареал языка ригх.
Согласно справочнику языков мира Ethnologue уаргла объединяется в подгруппу мзаб-уаргла вместе с языками мзаб, ригх (туггурт) и выделенными под названием тазнатит языками гурара, туат, а также диалектами южного Орана.
В классификации, опубликованной в работе С. А. Бурлак и С. А. Старостина «Сравнительно-историческое языкознание», уаргла вместе с языками мзаб, ригх (туггурт) и гурара выделены в оазисную подгруппу зенетских языков. В классификации афразийских языков британского лингвиста Роджера Бленча (Roger Blench) к языкам мзаб-уаргла помимо уаргла также относятся языки гурара, мзаб, гардая, тугурт, сегхрушен, фигиг, сенхажа и изнасын.